# Закубанка
Закуба́нка —  село в Україні, в Сумській області, Роменському районі. Населення становить 17 осіб. Входить до складу Андріяшівської сільської громади. До 2017 орган місцевого самоврядування - Анастасівська сільська рада.

## Географія
Село Закубанка розташоване між селами Попівщина та Саханське (1 км).
Довкіл села кілька газових свердловин.

## Історія
Село постраждало внаслідок геноциду українського народу, проведеного урядом СРСР 1923-1933 та 1946-1947 роках.